# Поремби-Нові
Поремби-Нові (пол. Poręby Nowe) — село в Польщі, у гміні Добре Мінського повіту Мазовецького воєводства.
Населення — 286 осіб (2011).
У 1975-1998 роках село належало до Седлецького воєводства.

## Демографія
Демографічна структура станом на 31 березня 2011 року:
|          | Загалом | Допрацездатний вік | Працездатний вік | Постпрацездатний вік |
| -------- | ------- | ------------------ | ---------------- | -------------------- |
| Чоловіки | 148     | 36                 | 95               | 17                   |
| Жінки    | 138     | 38                 | 74               | 26                   |
| Разом    | 286     | 74                 | 169              | 43                   |